# Aphanogmus compressus
Aphanogmus compressus är en stekelart som först beskrevs av Julius Theodor Christian Ratzeburg 1852.  Aphanogmus compressus ingår i släktet Aphanogmus och familjen pysslingsteklar. Arten är reproducerande i Sverige. Inga underarter finns listade i Catalogue of Life.